# Semangat
Semangat ist ein animistisches Konzept der malaiischen Kultur und Vorstellungswelt, das die vitale Energie und Seelensubstanz bezeichnet, die jedem unbeschädigten Wesen zu eigen ist. Das schließt Menschen, Tiere und Pflanzen ein, aber auch Gegenstände, die üblicherweise als unbelebt gelten, wie Häuser, Steine und Metalle. Semangat steht somit in seiner Bedeutung zwischen Energie, Vitalität, Geist und Seele. Es hat Ähnlichkeiten mit dem Mana-Konzept in Polynesien. Zu den Ethnologen, die sich besonders mit dem Semangat-Konzept befasst haben, gehören Walter William Skeat (1866–1953), Jeanne Cuisinier (1890–1964) und Kirk Endicott. Skeat übersetzte den Begriff in Ermangelung eines passenderen Begriffs mit „Seele“ (Soul). Er sah in Semangat „das zentrale Merkmal des gesamten Systems der malaiischen Magie und Folklore, aus dem all die verschiedenen Zweige mit ihren unterschiedlichen Anwendungen zu entspringen scheinen“. Cuisinier betrachtete Semangat als das zentrale Element eines indonesischen „Lebenskults“ (culte de la vie).

## Semangat bei Menschen
Nach Skeat ähnelt die malaiische Vorstellung vom menschlichen Semangat der eines Däumlings. Es handelt sich um eine daumengroße, substanzlose Miniaturausgabe des zugehörigen Menschen, die im Schlaf, in Trance und bei Krankheit vorübergehend aus dem Körper verschwindet und nach dem Tod dauerhaft abwesend ist. Der Semangat ist von dampfartiger, schattenhafter oder filmartiger Essenz, aber immerhin so fest, dass er beim Betreten eines physischen Objekts zu einer Verschiebung führen kann. Da er schnell von Ort zu Ort fliegen kann, wird er häufig, wenn auch nur im übertragenen Sinn, wie ein Vogel mit Lockruf kur angesprochen, wenn man ihn zurückrufen will: „Kur semangat“. Dieser Ausruf ist bei den Malaien auch ein allgemeiner Ausruf des Erstaunens. Semangat soll sich in bestimmten Teilen des Körpers besonders konzentriert finden, so in den Haaren und den Knochen. Auch das Blut gilt als wichtiger Träger von Semangat. Das ist ein Grund, warum Bluttransfusionen von vielen älteren Menschen in Malaysia abgelehnt werden: Man fürchtet dabei, schmutziges Blut (darah kotor) mit fremdem Semangat von einem Nicht-Muslim oder einem Kriminellen zu erhalten. Beim Kind gilt bis zur Geburt die Plazenta als der Sitz des Semangat.
Durch Schwarze Magie kann Semangat gestohlen oder geschwächt werden, was zu einem Verlust von sowohl physischer als auch spiritueller Energie führen soll. Walter William Skeat zitiert in seiner Studie über malaiische Magie mehrere mit Ambil Semangat („Semangat-Nehmen“) überschriebene Zaubersprüche. In einem dieser Zaubersprüche wird der Wunsch ausgesprochen, dass die Person, deren Semangat genommen werden soll, „bei Tageslicht verrückt wird, bei Nacht verrückt, siebenmal am Tag verrückt, siebenmal bei Nacht verrückt“ (gila siang, gila malam, gila tujuh kali sehari, gila tujuh kali semalam). Bei den Malaien in Pattani wurde um 1900 allgemein gesagt, dass ein Mann, dessen Semangat gestohlen wurde, „sich nicht erinnert, seine Sprache unsicher ist, und er seinen Vater oder seine Mutter nicht erkennt“.
Der Verlust von Semangat kann aber auch natürliche Gründe haben wie Erschöpfung, Sorgen und Angst. Darüber hinaus kann eine Störung im sozialen Bereich zum Beispiel durch nachbarlichen Streit (gaduh-gaduh) oder durch Liebeskummer (sakit cinta) zu einer Schwächung des Semangat (lemah semangat) werden und sich über diese Schwächung in körperlichen Beschwerden manifestieren. Krankheit soll grundsätzlich nur eintreten, wenn der Semangat geschwächt ist. Zu den Faktoren, die den Körper in einen Zustand der Semangat-Schwächung und Verletzlichkeit versetzen können, in dem er dann leicht von Krankheit geschlagen (kena) werden kann, gehört auch das Ausgesaugtsein durch Geister, die sich vom Trinken von Semangat-Lebenskraft (minum semangat) ernähren. Ein beständiges adäquates Semangat-Niveau kann der Mensch aufrechterhalten, indem er nach Harmonie in seinem Verhältnis zur Natur strebt und die Pflichten seines gesellschaftlichen Ranges erfüllt. Als Schlüssel dazu gilt eine Lebensführung, die bestimmt wird vom Adat und vom Islam.
Kommt es zu einer Schwächung des Semangat, könen spezielle Zeremonien durchgeführt werden, um ihn zu stärken, was man membuat semangat („Semangat machen“) nennt. Ihre Wirkung soll darauf beruhen, dass man dem Patienten die Semangat-Kraft von Opfergaben übertragt. Für diese Rituale sind bomoh genannte Heiler zuständig. Es gibt auch spezielle Arten von Semangat-Heilritualen wie belian, bagih und main puteri. Das Bagih ist ein exorzistisches Ritual, Main puteri ein schamanistischer Tanz. Beide Rituale sind vor allem in Kelantan verbreitet.
Das Semangat-Konzept spielt auch eine wichtige Rolle in dem malaiischen Roman Hikayat Faridah Hanom von Sayyid Shaykh al-Hadi. Nachdem sich Shafik Efendi und Faridah Hanom begegnet sind und sich ineinander verliebt haben, verlieren sie ihren Semangat aneinander. Shafik Efendi klagt in einem Gedicht, dass seine Geliebte „den Semangat gepackt hat, so dass er wie von Sinnen ist“. Ähnlich ergeht es Faridah Hanom. Sie klagt in einem Gedicht, dass ihr Herz gestohlen wurde, und bittet ihren Geliebten, ihren Semangat zurückzubringen. Und als sie ihren Geliebten auf der Straße erblickt, fliegt ihr Semangat vor Aufregung davon, „gleich einem Menschen, der sich selbst vergisst“. Bei ihrem ersten Treffen bittet Shafik Efendi seine Geliebte, ihre Hand küssen zu dürfen, „damit es ein Heilmittel sei, das den Semangat-Geist seines Körpers, der schon vor einiger Zeit fortgeflogen ist, wiederherstellt.“

## Semangat bei Tieren, Pflanzen und unbelebten Dingen
Wie jeder Mensch besitzt auch jedes Tier Semangat, das seine Handlungen leitet und koordiniert. Um ein Tier zu erjagen, muss der Jäger seinen Semangat täuschen und ihn so schwächen, dass er ihm die Falle geht oder in die Reichweite seiner Waffe gelangt. Bei den Malaien um 1900 geschah das durch Beschwörungsformeln, bei denen der Beschwörer sich seiner eigenen Macht rühmt und das Tier oder den Vogel, den er fangen möchte, einzuschüchtern oder anzulocken versuchte.
Zu den Pflanzen, bei denen der Semangat besonders wichtig ist, gehört die Reispflanze (malaiisch padi). Ein verbreiteter Glaube besagt, dass sie erst durch den semangat padi ihre Energie erhält. Der Semangat Padi beschützt die Reisfelder, bringt den Reis zum Wachsen und vergrößert die Ernte. Deswegen haben Malaien vor dem Semangat Padi auch einen gewissen Respekt. Beim Anpflanzen und Ernten des Reises wird ein spezielles Ritual vollzogen, das upacara semangat padi („Semangat-Padi-Zeremonie“) genannt wird. Dafür erntet an einem bestimmten Tag ein traditioneller Heiler (bomoh) mit einem speziellen Messer die ersten Garben oder Samen. Dieses Reisbündel wird semangat padi genannt, und man nimmt an, dass in ihm die Lebenskraft der Reispflanze von einer Ernte zur nächsten aufbewahrt wird. Der Heiler bittet bei der Semangat-Padi-Zeremonie die Geister um Hilfe, dass sie auf die Pflanzen Acht geben. Nachdem die Samen gekeimt sind und an der richtigen Stelle auf dem Reisfeld eingepflanzt sind, werden noch einmal die Geister angerufen und darum gebeten, dass sie dafür sorgen, dass die Pflanzen nicht in irgendeiner Weise geschädigt werden. Bei diesem Ritual werden sowohl hinduistische Anrufungsformeln als auch islamische Duʿā'-Gebete gesprochen. Das Konzept des Semangat Padi hat gewisse Ähnlichkeiten mit dem Korngeist.
Bei den Gayo auf Nordsumatra besteht der Glaube, dass der Semangat der Reispflanze eigentlich menschlicher Semangat ist, der in der Urzeit von Adam und Eva durch eine Opferhandlung auf die Pflanze übertragen wurde. Um sicherzustellen, dass der Semangat über die verschiedenen Pflanzengenerationen erhalten bleibt und übertragen wird, wird jeweils nach der Ernte der neue Reis mit dem alten Reis rituell vermählt. Auch werden Maßnahmen getroffen, um den Reis nicht zu erschrecken, weil die Vorstellung herrscht, dass er seinen Semangat verliert, wenn er Angst hat.
Malaien in Pattani um 1900 glaubten auch, dass jede Zinnmine und jedes Haus einen Semangat haben. Der „Haus-Semangat“ (semangat rumah) entsteht automatisch, wenn die verschiedenen Teile der Wände und des Daches zusammengefügt werden, und bewahrt das Haus als organisches Ganzes vor der Auflösung. Die eigenartigen Geräusche, die man in der Nacht in einem Haus hört, werden als Ausdruck der Semangat-Seele des Gebäudes betrachtet. Neben Gebäuden wurde auch bei hölzernen Truhen, in denen reiche Menschen ihre Schätze aufbewahren, angenommen, dass sie individuelle Semangat-Seelen haben, so dass im Falle, dass der Semangat einer solchen Truhe entweicht, diese Truhe ein „totes Ding“ werde den Besitzer verarmen lasse. Eine besonders hohe Konzentration von Semangat wird auch Metallobjekten wie zum Beispiel dem Kris und anderen königlichen Insignien zugeschrieben.

## Abgrenzung gegenüber Ruh/Roh und Nyawa
Eine anthropologische Studie, die Anfang des 20. Jahrhunderts in Pattani durchgeführt wurde, kam zu dem Ergebnis, dass viele Menschen, vor allem solche, die einen islamischen Bildungshintergrund hatten, Ruh bzw. Roh („Geist“), Nyawa („Lebensatem“) und Semangat unterschiedslos im Sinne von Seele verwenden, ungebildete Bauern die Begriffe dagegen genau auseinanderhielten. Während ambil nyawa („Nyawa-Nehmen“) bei ihnen „töten“ bedeutet, hat der Ausdruck ambil semangat („Semangat-Nehmen“) die Bedeutung „verzaubern, verhexen“.
Richard James Wilkinson definiert in seinem Malay-English Dictionary Semangat als „Geist des physischen Lebens, Vitalität“ (spirit of physical life, vitality) und stellt es kontrastiv der Nyawa als „unsterblicher Essenz oder Seele“ (immortal essence or soul) gegenüber. Bei Roh/Ruh, das er mit „Lebensgeist, Lebensatem“ (spirit of life, breath of life) übersetzt, merkt er jedoch an, dass es im Malaiischen oft als Synonym für Semangat verwendet wird.
Gemäß der Beschreibung Endicotts besteht der Unterschied zwischen den drei Konzepten Roh, Nyawa und Semangat darin, dass Roh nur den Menschen zu eigen ist, während Nyawa auch andere atmende Lebewesen haben und Semangat auch unbelebten Dingen zukommt. Bei den Gayo-Sprechern auf Nordsumatra besteht der Unterschied zwischen Ruh und Semangat teilweise darin, dass ersteres mit den kognitiven Fähigkeiten gleichgesetzt wird und letzteres mit dem allgemeinen Wohlbefinden. Allerdings gibt es bei ihnen Zaubersprüche, die den kombinierten Ruh-Semangat eines Individuums erwähnen.

## Belege
1. 1 2 3 4 5  Yousof: One hundred and one things Malay. 2016, S. 132.
2. ↑  Endicott: An Analysis of Malay Magic. 1970, S. 2.
3. ↑  Skeat: Malay magic. 1900, S. 579.
4. ↑  Endicott: An Analysis of Malay Magic. 1970, S. 28, 46.
5. ↑  Skeat: Malay magic. 1900, S. 47.
6. 1 2  Bowen: Muslims through Discourse. 1993, S. 117.
7. ↑  Bach: Zwischen Staatsideologie und Islam. 1991, S. 100f.
8. 1 2  Bowen: Muslims through Discourse. 1993, S. 118.
9. ↑  Skeat: Malay magic. 1900, S. 670–672.
10. ↑  Skeat: Malay magic. 1900, S. 672.
11. 1 2  Anandale/Robinson: Fasciculi Malayenses. I: Anthropology. 1903, S. 95.
12. 1 2 3  Endicott: An Analysis of Malay Magic. 1970, S. 87.
13. ↑  Bach: Zwischen Staatsideologie und Islam. 1991, S. 88.
14. ↑  Bach: Zwischen Staatsideologie und Islam. 1991, S. 90.
15. ↑  Yousof: One hundred and one things Malay. 2016, S. 13, 89.
16. ↑  Sayyid Sheikh al-Hadi: Shafik Afandi dengan Faridah Hanom. Mercantile Press. Penang 1926, S. 30.
17. ↑  Sayyid Sheikh al-Hadi: Shafik Afandi dengan Faridah Hanom. Mercantile Press. Penang 1926, S. 24.
18. ↑  Sayyid Sheikh al-Hadi: Shafik Afandi dengan Faridah Hanom. Mercantile Press. Penang 1926, S. 25.
19. ↑  Sayyid Sheikh al-Hadi: Shafik Afandi dengan Faridah Hanom. Mercantile Press. Penang 1926, S. 45.
20. ↑  Anandale/Robinson: Fasciculi Malayenses. I: Anthropology. 1903, S. 98.
21. ↑  Vgl. Skeat: Malay magic. 1900, S. 225–228.
22. ↑  Yousof: One hundred and one things Malay. 2016. S. 133.
23. ↑  Bowen: Muslims through Discourse. 1993, S. 206.
24. ↑  Bowen: Muslims through Discourse. 1993, S. 207f.
25. ↑  Anandale/Robinson: Fasciculi Malayenses. I: Anthropology. 1903, S. 99f.
26. ↑  Anandale/Robinson: Fasciculi Malayenses. I: Anthropology. 1903, S. 94f.
27. ↑  R. J. Wilkinson: A Malay-English dictionary. Kelly & Walsh, Singapur 1901. S. 400 s. v. sĕmangat. Digitalisat
28. ↑  R. J. Wilkinson: A Malay-English dictionary. Kelly & Walsh, Singapur 1901. S. 347 s. v. rôḥ/rûḥ. Digitalisat
29. ↑  Endicott: An Analysis of Malay Magic. 1970, S. 65, 76, 79.